# Abraliopsis felis
Abraliopsis felis е вид главоного от семейство Enoploteuthidae.

## Разпространение
Видът е разпространен в Мексико и САЩ.